# Ambroise Goupy
Pour les articles homonymes, voir Goupy.

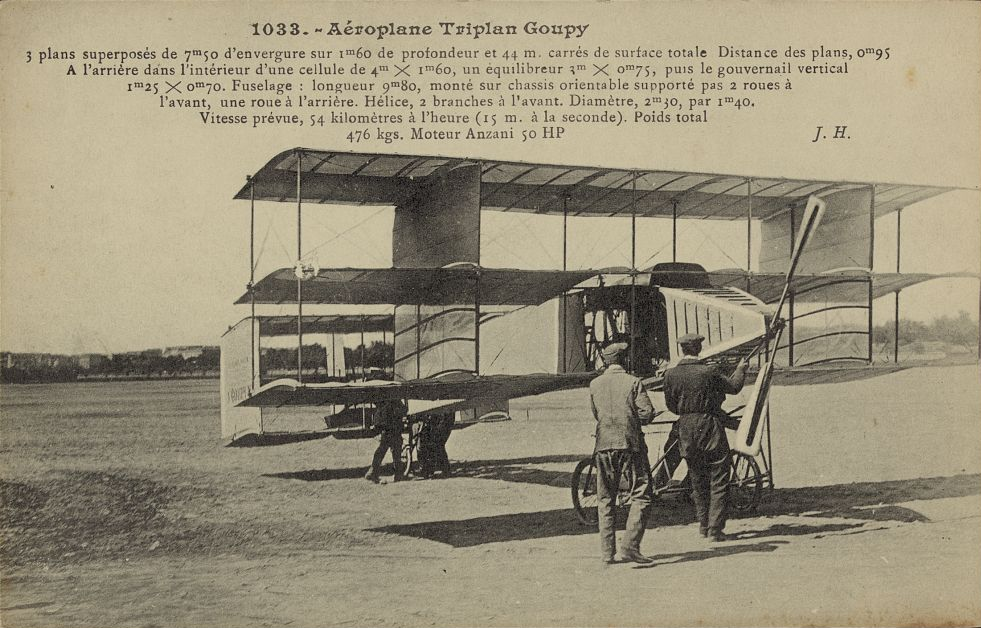
Goupy n°1 Triplan.

Ambroise Goupy (4 novembre 1875 à Paris-25 janvier 1951 à Paris) est un ingénieur français.

## Biographie
Ambroise Goupy effectue son service militaire en 1896-1897. Il est grièvement blessé en 1907 lors d'un essai de biplan. Il réalise le premier avion triplan à moteur capable de voler en 1908, construit par Blériot. En 1914, François Denhaut vient travailler quelques mois avec Ambroise Goupy. Il habite à Paris, 50 avenue Marceau, et au 81 avenue Raymond-Poincaré et à Montivilliers.
Il est membre de l'Aéro-Club de France.
Il prend part à l'électrification rurale de l'Algérie.

## Distinctions
- Officier de la Légion d'honneur (1937), nommé chevalier de la Légion d'honneur en 1914[1].